# Bruce Seldon
Bruce Samuel Seldon (Atlantic City, Nova Jersey, 30 de janeiro de 1967) é um boxeador americano, ex-campeão mundial. Conquistou o título dos pesos pesados da Associação Mundial de Boxe em 1995. 